# Fujitsu
Fujitsu (транскр. Фуџицу, транслит.) је јапански мултинационални концерн који се бави производњом рачунарског хардвера те услугама на подручју информатичких технологија. Седиште компаније је пословни центар Шиодоме Сити Центар, у токијској четврти Минато. Темељни фокус Фуџицуове производње су PC и Лаптоп рачунари, телекомуникације и напредна микроелектроника, те пружање пословних решења на подручју информатичких технологија.
Са преко 185.000 запослених широм света, укључујући компаније, постројења и фабрике у 70 земаља, Фуџицу је 3. светски произвођач информатичких технологија и највећи у Јапану.
Стари слоган компаније био је Могућности су неограничене. Тај слоган уско је везан уз лого саме компаније. Наиме, на логотипу компаније је изнад речи ФУЏИЦУ, уместо тачкица на словима Ј и И приказана математичка ознака за неограниченост (∞).

## Историја
Компанија је основана 1935. године под називом Фуџи Електрик Компани јап. 富士通信機製造. Ова компанија се удружила са јапанском компанијом Фурукава Електрик Компани и немачким конгломератом Сиеменсом. И поред повезаности са Фурукавом, Фуџицу је избегао уништење или велико оштећење током савезничког бомбардовања Јапана крајем Другог свјетског рата.
Фуџицу је 1954. произвео први рачунар у Јапану, ФАКОМ 100, а 1961. први рачунар са транзисторима, ФАКОМ 222. 1967. године компанија је службено промиенила своје име у Фуџицу.
1955. Фуџицу је основао фудбалски клуб Кавасаки Фронтале. Клуб је од 1999. члан 1. јапанске лиге.
1971. Фуџицу потписује ОЕМ уговор са канадском компанијом Консолидатед Компјутерс Лимитед за дистрибуцију водећег светског ЦЦЛ-овог софтвера за унос података, Кеј-Едит. Фуџицу се такође придружује и компанији ИЦЛ (Интернашонал Компутерс Лимитед) која је остварила маркетиншки успех са Кеј-Едит софтвером на подручју Уједињеног Краљевства, као и у западној и источној Европи.
Сам ЦЦЛ имао је запослено особље у директном маркетингу у својим огранцима у Канади, САД, Лондону и Франкфурту.
Године 1990. Фуџицу купује 80% удела у компанији ИЦЛ, која 2002. постаје Фуџицу Сервисиз. Фуџицу Сервисиз се бави давањем услуга својим клијентима на разним подручјима. Фуџицу сарађује са корисницима из јавног и приватног сектора широм Европе, укључујући малопродају, финансијске услуге и сарадњу с владама.
Године 1991. ИЦЛ (у саставу Фуџицу) купује више од 50% руске компаније КМЕ-ЦС из града Казања, у покрајини Татарстан. Компанија се бавила производњом рачунара.
1993. Фуџицу улази у сарадњу са америчким произвођачем процесора - АМД-ом у вези заједничке производње Флеш меморија под називом Спансион. Договором су отворена заједничка постројења на Тајланду, Кини и Малезији. Такође, постојао је и услов који је поставио Фуџицу, да јапанска компанија изгради властиту фабрику у Малезији.
1997. компанија Амдахл постаје подружница Фуџицу и постаје део канадске консултантске компаније ДМР.
1998. Фуџицу је имао седиште у градској четврти Накахара-ку, јапанског града Кавасакија и пословни простор у токијској четврти Шиyода.
Активно партнерство између Фуџицу и минхенског Сиеменса обновљено је 1999. оснивањем Сиеменс Фуџицу Компјутерс. Та компанија ускоро је постала један од највећих европских добављача хардвера, а удео власништва у њој био је 50:50. Међутим, 2009. Фуџицу купује Сиеменсов удео у Сиеменс Фуџицу Компјутерс за 450 милиона евра. На сам дан преузимања, компанија је промиенила име у Фуџицу Технолоџи Солушнс.
2004. северноамерички огранак компаније, Фуџицу Компјутерс Продуктс оф Америка изгубио је на суду на темељу тужбе због неисправних тврдих дискова који нису радили због неисправних чипова. Осим у Северној Америци, исти ХД уређаји продавали су се и у Либији на темељу Фуџицуовог договора са тамошњим дистрибутером Ал-Мантег Цо.
У септембру 2004, Фуџицуов аустралијски огранак је купио аустралијску компанију Атос Оригин која је специјализована за имплементацију пословних решења САП.
У септембру 2007. Фуџицу је покренуо постројење у индијском граду Ноида, вредно 10 милиона долара. У исто вријеме, аустралијски и новозеландски огранак компаније купује Инфинити Солушнс Лтд., новозеландску компанију која се бави хардвером, услугама и пословним саветовањем.
У јуну 2009. Фуџицу је постигао договор са Тошибом којој је продао свој део компаније који се бави производњом тврдих дискова.

## Производни програм
Фујитсу нуди широк спектар производа и услуга везаних уз информатичке технологије, али и за друга подручја, нпр. консалтинг (пословно саветовање).

### Фуџицу клима уређаји
Ова Фуџицуова фабрика бави се производњом клима-уређаја и уређаја за контролу влажности.

### Фуџицу Консалтинг
Фуџицу Консалтинг је део Фуџицу групације који се фокусира на консултантске услуге везане за информатичке технологије и менаџмент и њихово спровођење.
Основана је 1973. у квебешком граду Монтреалу, у Канади под именом ДМР. Током следећег десетлећа, компанија је постала препознатљива на подручју Квебека и Канаде, пре него што је постала позната на међународном тржишту. Током тридесет година потојања, ДМР Консалтинг је постао међународна консултантска компаније коју је 2002. купио Фуџицу. Том приликом, промијенила је име у Фуџицу Консалтинг.

### Рачунарски производи
Једна од Фуџицуових темељних грана производње су PC и Лаптоп рачунари, телекомуникациона опрема и напредна решења на подручју микроелектронике.

### Фуџицу лабораторије
Компанија има своје лабораторије који су везане за научно истраживање и развој. Лабораторије запошљавају 1.300 људи а укупни капитал за развој износи 5 милијарди јена. Лабораторије води Татсуо Томита.

## Галерија
- Fujitsu-Siemens Amilo лаптоп
- Fujitsu Siemens таблет рачунар
- Fujitsu Lifebook
- Fujitsu FM Towns PC
- Fujitsu факс уређај
- Fujitsu хард-диск (HDD)
- Fujitsu Mobile Pentium микропроцесор
- Fujitsu Pentium микропроцесор